# Teinobasis recurva
Teinobasis recurva – gatunek ważki z rodziny łątkowatych (Coenagrionidae). Występuje endemicznie na Filipinach.